# باودنباخ
باودنباخ (به آلمانی: Baudenbach) یک شهر در آلمان است که در نوی‌شتات واقع شده‌است. باودنباخ ۱٬۱۹۱ نفر جمعیت دارد.